# Americabaetis pleturus
Americabaetis pleturus is een haft uit de familie Baetidae. De wetenschappelijke naam van de soort is voor het eerst geldig gepubliceerd in 1994 door Lugo-Ortiz & McCafferty.
De soort komt voor in het Nearctisch gebied en het Neotropisch gebied.